# العلامة التجارية لصاحب العمل
العلامة التجارية لصاحب العمل، (بالإنجليزية: Employer branding)‏، هو مسمى يستخدم لوصف الصورة الذهنية والتصور الذي تريد المؤسسات بنائه بعقول وقلوب فئاتها المستهدفة من موظفين حاليين أو مستهدفين بغرض أن تصبح المؤسسة خيارهم الأول سواء للإنضمام إليها أو استمرارهم للعمل فيها، وهذا يتضمن الإضافة التي تقدمها للعامين لديها، وليست العلامة التجارية، التي تقدمها المنظمة لعملائها بشكل عام.
استخدم المصطلح لأول مرة في أوائل التسعينات الميلادية، ومنذ ذلك الحين وهو يستخدم بشكل واسع في التجمعات الإدارية. منشنقتون وصف العلامة التجارية لصاحب العمل كصورة المنظمة، كمكان مفضل للعمل في تصور الموظفين والناس ذوي العلاقة خارج المنظمة. فنون وعلم صناعة العلامة التجارية لصاحب العمل، مرتكزة على مبادرات الجذب، والمشاركة والإبقاء على الموظفين ومستهدفة تحسين الصورة في اذهان الباحثين عن العمل.
كما في استخدام العلامة التجارية للزبائن للمنتج أو الخدمة المقدمة فإن القيمة الافتراضية للموظف تستخدم لوصف جهود تحست صورة المنظمة أثناء التوظيف. وكما يستخدم في علم التسويق فإن القيمة الافتراضية للموظف ترتبط بالعلامة التجارية وإدارتها. ويتم حالياً استحدام الموارد البشرية وإدارة المواهب في الجذب والمشاركة وإبقاء الموظفين. وكما تطبق هذه الأدوات علم التسويق في جذب ومشارة وإبقاء العملاء.

## المنشأ
مصطلح العلامة التجارية لصاحب العمل تم استخدامه لأول مرة بشكل عام في عام 1990م،  وتم تعريبه بواسطة سيمون بارو، رئيس الموظفين في العمل وتيم أمبل زميل كلية لندن للأعمال، في مجلة إدارة العلامة التجارية في ديسمبر 1996م. هذه الورقة الأكاديمية كانت أول محاولة لنشر فكرة اختبار تطبيق العلامة التجارية في إدارة الموارد البشرية. في هذه الورقة المنشورة سايمون بارو وتيم أمبل عرفوا العلامة التجارية لصاحب العمل  بأنها "حزمة المزايا الوظيفية والاقتصادية والنفسية المقدمة من جراء التوظيف في المنظمة وهي معرفة من قبل المنظمة ذاتها". في عام 2001 138 من الشركات القيادية تم مسحها عن طريق مجلة كونفرنس بورد في أمريكا الشمالية، 40% منهم قالوا أنهم وبشكل مستمر مشاركون بشكل أبو بآخر في عمليات تحسين العلامة التجارية لصاحب العمل. في 2003، تم أجراء مسح لقياس العلامة التجارية لصاحب العمل بواسطة مجلة الإيكونومست كشف عن 61% هو نسبة الوعي بمصطلح العلامة التجارية لصاحب العمل داخل ممارسي الموادر البشرية و 41% من غير ممارسي الموادر البشرية يعرفون المصطلح. أول كتاب تم نشرة عن هذا المصطلح كان في عام 2005 and the second in 2006. والكتاب الثانب في عام 2006. في عام 2008 جاكي أوريم، المشرف العام على المعهد البريطاني للموارد البشرية أكد المكانة المتنامية لهذا العلم الوليد في كلمته الافتتاحية لمتر المعهد السنوي وسجل ملاحظة قال فيها "عندما بدأت هذه المهنة، لم يكن أحد يتكلم عن العلامة التجارية لصاحب العمل. أما الآن فهي بلاشك سياسة إستراتيجية متكامل للأعمال والعمل بها له صدى وراء أبوب إدارات الموارد البشرية. إتراف مماثل للنمو الملحوظ للعلامة التجارية لصاحب العمل لوحظ مؤخرا أيضاً في الولايات المتحدة الأمريكية، أستراليا ، آسيا وأوروبا على شكل منشورات كثيرة وكتب في نفس المجال.

## العلامة التجارية لصاحب العمل
العلامة التجارية لصاحب العمل تتوسع في الاهتمام في العلامة التجاري إلى ما خلف التواصل وتصل إلى دمج كل مراحل تجربة التوظيف. وعمليات إدارة الموظفين وممارساتها التي تشكل المشاركة في الروؤية الحالية للموظفين. على وجه آخر العلامة التجارية لصاحب العمل توجهة حقيقة تجربة التوظيف وليس مجرد عرض فكرة ما. بتطبيقها فهي تدعم جهود التوظيف الخارجية للموظفين المنشودين وأيضا دعم جهود إبقاء النزفين داخل المنشأة. 

## العلامة التجارية لصاحب العمل المفترضة
كما في العلامة التجارية للزبائن، كل ممارسي العلامة التجارية والكتاب يقررون وجود افتراضات واضحة للعلامة التجارية لصاحب العمل. هذا يجعل تعريف الذي تريده المنظمة ان يكون مرتبطا بالوظيفة لديها. بتسليط الضوء على الصفات التي تميز المنظمة من غيرها وتوضيح المشاركة المتوقعة من الوظيفة الممنوحة للموظف 

## العلامة التجارية الشاملة لصاحب العمل[20]
هي نهج متكامل يتجاوز المفهوم التقليدي للتوظيف والتسويق. يركز هذا النموذج على بناء هوية مؤسسية متكاملة تجمع بين التواصل الداخلي وتجربة الموظف والثقافة المؤسسية. تماماً كما تعمل الأندية الرياضية على تحقيق التوازن بين تماسك الفريق واستراتيجياته ودعم المشجعين، تسعى المؤسسات من خلال هذا النهج إلى خلق بيئة عمل أصيلة وجاذبة. يهدف هذا المفهوم إلى تعزيز قدرة المؤسسة على جذب المواهب والاحتفاظ بها، مع التركيز على خلق تجربة موظف إيجابية تنعكس بشكل طبيعي على الصورة الخارجية للمؤسسة. وبهذا يصبح بناء العلامة التجارية لصاحب العمل عملية عضوية تنمو من الداخل إلى الخارج، مدعومة بثقافة تنظيمية قوية وقيم مؤسسية راسخة.

## التسويق الداخلي
التسويق الداخلي يركز على توصيل وعود صاحب العمل للعامل. والصفات والتصرفات المتوقعة من الموظفز ومن الواضح فائدة فهم العامين لدورهم داخل المنظمة في تحقيق الوعود المقطوعة لهم. فعالية أنشطة التسويق الداخلي من الممكن أن تكن قصيرة الأمد إذا لم تكن تجارب الموظفين تحتوي على التفاعل المطلوب مع المنظمة. هذها هو الفرق أفكار العلامة التجارية لاحب العمل والممارسات التي تبحث عن حلول مربحة للطرفين المنظمة والعملين فيها.